# 日本沈没-希望のひと-
『日本沈没ー希望のひとー』（にほんちんぼつ きぼうのひと）は、2021年10月10日から同年12月12日までTBS系列「日曜劇場」枠で放送された、小松左京のSF小説『日本沈没』を原作とするテレビドラマ。主演は小栗旬。

## 概要
地球温暖化が進行しつつある2023年の東京を舞台に、日本の沈没という未曾有の国難を主に政財界の視点から描いたテレビドラマ。小説『日本沈没』の5回目の映像化作品ではあるものの、原作や過去のメディアミックス作品とは物語や舞台設定などが大きく異なっており、登場人物も香川演じる田所雄介のみが原作と共通している。
本作品では新たに環境省の若手官僚が主人公に据えられ、「環境破壊への警鐘・SDGs」や「正義・リーダー論」がストーリーの主軸となっている。また、映画版などに比べて災害描写が極力排された作りになっている。
地上波放送に連動して、インターネット動画配信サービスNetflixにて最新話の全世界配信が実施された。
キャッチコピーは『信じられるリーダーはいるか。』。

## あらすじ

### 関東沈没編
2023年10月。環境を重視する若き内閣総理大臣の東山栄一は、世界環境会議で海底資源採掘事業「COMS（コムス）」の推進を表明した。未来の日本を見据えて、各省庁の優秀な若手を集めた「日本未来推進会議」が設立され、主人公である環境省の天海啓示もそのメンバーに選ばれる。
そんなある日、「COMS」反対団体のデモの原因となった記事の著者で、「COMS」が引き起こすとされている関東沈没への警鐘を鳴らしている地球物理学界の異端児・田所雄介と面談する。しかし、田所博士は天海の話に耳を傾けず、「伊豆沖で大地震が起って日之島が沈没し、それが関東沈没の前兆になる」という予言を告げる。
翌日、田所博士が予言した伊豆沖を震源とした地震が発生する。関東沈没説の真偽を確かめるべく潜水艇による海底調査が行われるが、関東沈没の根拠を示せなかった田所博士は劣勢となる。だがその直後、田所博士が予言していた日之島が海に沈んでいく様子がテレビニュースで映し出される。
日之島が沈んでも田所博士の主張は認められない中で、天海は真実を追求しようとする。録画した元データを取り寄せたところ、地質学の権威・世良教授は、潜水艇調査のデータを改ざんしていた事が判明する。その後、『正しい調査データ』を元にした田所博士による解析が終わり、「遅くとも1年以内に関東沈没が始まる」という予測がもたらされる。
世界的権威のジェンキンス博士も田所説を支持し、調査により「半年以内の確率70%」という解析が出される。だが、一刻も早い全国民への情報開示を求める天海と他のメンバーとの間で意見が分かれる。国民の命を第一に考える天海は、週刊誌の記者・椎名実梨に情報をリークして、新聞記事で国民に伝える。
日経株価の暴落など、日本経済は窮地に立たされる中、関東圏の住民避難が始まる。リーク問題の責任を取らされて椎名は謹慎処分となり、天海は未来推進会議から外される。12月8日、天海の妻子と椎名の母の避難バスを見送った直後、大地震が発生して高層ビルが倒壊・アスファルトの大規模な地割れが起こり、ついに関東沈没が始まってしまう。
関東沿岸部のみが沈み、当初の沈没予想範囲の9割は沈没を免れる。妻子の乗った避難バスが事故にあった事を知った天海は、椎名と共に事故現場があった松葉町へと向かい、妻子の無事を確認する。田所博士から「関東沈没は最小限で収束した」という朗報がもたらされたものの、支援物資の届かない被災地の現状を天海は「未来推進会議」の石塚平良に伝える。その後、未来推進会議の議長である常盤紘一のフォローもあって支援物資は被災地に届けられ、天海は総理から現場復帰するよう要請される。

### 日本沈没編
2024年。首都圏の復興が進められる中、国民支援を重視する総理と、経済復興を重視する副総理・里城弦との間で対立が発生する。そんな中、田所博士により「1年以内に日本沈没が始まる」という新たな解析結果がもたらされる。1億2000万人を海外に移住させるためには、諸外国に移民交渉をする必要があるが、それは多大な困難が予想された。
天海は「大企業を誘致することを交渉カードにして、諸外国に移民を受け入れてもらう」ことを提案するが、里城は日本沈没が起こらなかった場合を考えて反対する。そんな中、田所博士がDプランズ社に情報を漏らして金を受け取っていたことが判明し、田所博士は東京地検によって逮捕されてしまう。
拘置された田所博士に代わって、かつて関東沈没説を潰そうとした世良教授がデータ解析を行い「田所説の日本沈没」を支持する。しかし、里城副総理により依頼されたジェンキンス教授は「日本沈没はしない」とする解析結果を出したことから、企業誘致による移民計画の実現に支障が生じる。調査の結果、長沼官房長官による根回しにより、ジェンキンス教授は不完全なデータを受け取っており政治的圧力を受けていたことが判明。改めて最新データを解析をしたジェンキンス教授は、「田所説」を支持する。
無実の田所は釈放され、正式に移民交渉がスタートする。最も期待できる生島自動車の誘致を条件に、アメリカ・中国は移民数を競い合う。結果としてアメリカ政府が先手を打って「ナショナルモータースと生島との合併」を報道、その対応に憤った中国政府は報復措置として「日本沈没」を報道したことで全世界に知られることとなる。
中国は1000万人の受け入れ条件として「優良企業5社」を譲らず、そのうちの常盤医療の常盤統一郎はカナダへの移転を希望していた。見かねた天海は関東沈没の復興案だった環境都市計画を流用した「中国ジャパンタウン構想」を発案、元中国国家主席の楊錦黎に橋渡ししてもらうべく提案を行い、中国は移民受け入れを決定する。その後、アメリカによる世界各国への要請により、各国の移民受け入れ計画が加速していく。
そんな折、東山総理が爆破テロに遭い、同席していた世良教授は総理を庇って死亡、総理も重傷を負う。急遽、生島自動車の生島誠が移民特命大臣に任命され、やがて移民国を決める抽選が開始される。オーストラリアが500万人の移民受け入れを了承するが、累計6000万人と半分に過ぎず、移民交渉も頭打ちとなる。日本を離れたくない高齢者への対策として『地域単位での移民』にも対応した結果、移民申請者総数は1億人を突破した。
そんな中、新潟の『関東沈没被災者居住地』でルビー菌感染症が発生し、変異株によって感染者が次々と死亡する事態が発生する。田所博士は、地殻変動の環境変化によりルビー菌の感染が広まった可能性を指摘する。やがて感染は世界各国へ拡大し、移民入国が一時停止されてしまう。
残り9000万人が日本に残される中、田所博士は残り4か月で日本移民を完了させるよう警告する。変異株感染が世界中に瞬く間に広がる中、常盤医療とハタ製薬の薬の複合投与により完治することがわかる。世界環境会議で東山総理は、製薬会社2社のもつ特効薬の特許放棄を宣言し、各国の信用を勝ち取って移民再開にこぎつける。
それから3か月後。天海たちの仲間や家族、あらゆる人々が日本を旅立ち、残るは北海道に留まっている約300万人となった矢先、ついに関東沈没が始まり首都圏すべてが海に飲まれる。間一髪で関東を脱出した天海と常盤は札幌の官邸に合流、北海道からの避難期限を残り3日とした最終避難を急ぐ中、フォッサマグナの崩壊によって本州が分断・一挙に沈没し、北海道にも大地震が発生する。しかし、あまりに巨大過ぎた変動エネルギーにより沈没を引き起こすプレートが断裂したことで、沖縄・九州・北海道の全域・青森県の北部だけが沈没を免れた。
その後、天海は椎名と共に中国へ渡って『中国ジャパンタウン』の建設に携わることを決断し、常盤は総理と共に残された日本のために働くことを決める。

## 用語解説
COMS＜コムス＞
Celstec Origin Mining Systemの略称。地下9000メートルの岩盤層に存在するCO2を出さないエネルギー物質・セルスティックを抽出し、日本を環境先進国にするべく、東山栄一総理大臣が推し進めたシステム。しかし、エネルギー採掘痕に隙間が形成されるため、関東沈没を加速させると田所に非難される。

日本未来推進会議
脱炭素によるクリーンな社会を実現するべく東山栄一総理大臣によって発足された、各省庁の若手官僚からなるタスクフォース。作中では関東沈没や日本沈没に際しての避難民への対応も行っており、後に移民が終盤に差し掛かったところで、各々もそれぞれの国へ向かうために解散となった。

Dプランズ
田所も所属する環境分析研究センターの事業主であり、環境ビジネスなど幅広い事業を手掛けている。しかし、その手口は詐欺的であると椎名に評されている。

関東地方沿岸部沈没
2023年12月8日に発生した海没現象。地球温暖化とCOMSによって不安定になった関東付近のプレートが引き起こしたとされ、日本沈没編でこのように呼称されている。田所の予測では関東平野一帯が海没するとされていたが、実際には予測の1割以下に収まった。

ジャパンタウン
常盤医療など、日本を代表する企業5社が中心となって、中国に建設が予定されている日本人街の総称。関東沈没後に天海らが推した環境都市計画がベースとなっており、将来的には全世界での建設が目標となっている。

## キャスト

### 主要人物
天海 啓示（）〈39〉
演 - 小栗旬 / 島村龍乃介（高校時代）
日本未来推進会議の環境省代表。
環境省環境生活局環境問題対策課所属。
同じ会議のメンバーの常盤紘一とは大学時代からの親友。愛媛県宇和島市陽和町出身。妻の香織とは離婚予定であり、娘の茜は妻が育てることになる。
地元でのある出来事から、国民に寄り添った政策を心掛けており、ゆくゆくは政治家への転身を目指している。しかし、そのやり方には強引なものもあり、周囲との対立を引き起こすことも多い。
当初は田所博士の「関東沈没説」を真っ向から否定し、それを潰そうとしていたが、ダイビングで潜った伊豆沖の日之島付近での経験などから少しずつ関東沈没説を信じるようになり、関東沈没の可能性が70%という事実を一刻も早く伝える必要があると考えて、椎名実梨を通じてマスコミにリークする。それにより、日本未来推進会議のメンバーから外されてしまうが、その直後に関東沈没が起きたことから、危機対策を呼びかけたことが評価され、総理に復職を命じられる。
日本沈没説が濃厚になってからは、ジャパンタウン建設の発案と、里城と共に中国に対して日本人移民の受け入れ交渉を行う。
日本沈没の収束後は、椎名とともに中国へと渡りジャパンタウン建設に尽力。また国連に所属し、環境調査のため各国を転々している。
椎名 実梨（）〈32〉
演 - 杏
週刊誌「サンデー毎朝」の女性記者。元「毎朝新聞」政治部担当。
正義感の強い性格から踏み込んだ取材を繰り返してきたが、それにより代議士を怒らせ、週刊誌への転属を命じられた。
関東沈没の可能性が70%という事実を知り、国民の命を守るため毎朝新聞で掲載をした。それが原因で編集部から謹慎を申し渡され、日本未来推進会議のメンバーから外された天海と行動を共にして、大地震により被災した家族の元へ同行する。
その後、前述の新聞掲載が結果的に評価され、毎朝新聞に復帰した。しかし関東沈没により自宅を失ったため、天海の家を借りることになる。
日本沈没まで残り数ヶ月となり、マスコミ各社のメンバーを集めた報道機関「ラストメディアジャパン」の一員として北海道に拠点を移し、取材の傍ら田所博士の人遣いの荒さに苦悩する日々を送る。
日本沈没収束後は天海とともに中国へと渡るが、北海道で行われる帰還希望者の歓迎パーティーの取材などで度々帰国している。
天海とは当初は政府関係者と記者という関係に過ぎなかったが、関東沈没の一連の出来事で行動を共にしていくうちに戦友としての絆が生まれ、天海から「2人で一緒に移民しないか」と誘われた際には快く受け入れた。
田所 雄介（）〈57〉
演 - 香川照之
日本地球物理学界の異端児。学会では「変わり者」「厄介者」と思われており、かつては日本に嫌気が差して海外に拠点を移していた。非常に押しの強い癖のある性格をしているが、一方で非常に有能な学者でもある。自分の研究のためであれば、グレーな金であっても受け取る『研究至上主義者』であり、関東沈没説を唱えている。
地球物理学界の世界的権威であるジェンキンス博士とは、互いに『自分の次に優れた研究者』であることを認めあっているが、ジェンキンス博士は田所のことを「貸した金も返さず、自分の車を勝手に乗り回してぶつけても謝罪の一言もない」ことから、二度と関わりたくないと語っている。

### 日本未来推進会議
常盤 紘一（）〈39〉
演 - 松山ケンイチ
日本未来推進会議における経済産業省代表であり議長を務める。
経済産業省エネルギー環境局環境開発課所属。天海とは東京大学の水泳部時代からの盟友。父親は常盤ホールディングスの会長であるが、競争の厳しい産業界には身を置かず、官僚として産業を支える道を選んだ。日本沈没説が濃厚になってからは、東山総理に同行し、アメリカに対して日本人移民受け入れ交渉を進める。
日本沈没収束後は東山総理らと北海道に残り、のちに41歳で経済産業大臣に就任。国民からの支持も強く、2027年の世論調査では次期総理大臣候補の1人として選ばれている。
石塚 平良（）〈36〉
演 - ウエンツ瑛士
厚生労働省代表で最年少メンバー。　
厚生労働省労働管理局対策課所属。関東沈没で妹を失う。オーストラリアと親交が深く、日本人受け入れ移民の交渉を担当する。
明るいムードメーカー。優しい妹思いの性格で、一人暮らしの妹とはよく連絡を取っていた。普段は軽口を叩いたり冗談を言って、場を和ませる。

相原 美鈴（）〈37〉
演 - 中村アン
外務省代表であり副議長を務める。
外務省外交総合局国際保障課所属。海外生活が長かったため時折英語でリアクションを見せる場面がある。
海外生活が長かったので、自分の意見や物事をはっきり言うタイプで、日本人的な気遣いは苦手。
何かと会議の輪を乱す発言をする天海や関東沈没説には厳しい目を向ける一方で、本当に危機が迫ったときは率先して日本を守るために奔走する。

安藤 靖（）
演 - 高橋努
国土交通省代表。わだつみ6500による海底調査の映像を捏造したことにより未来推進会議から外される。

正岡 春樹（）
演 - 諏訪雅
国土交通省代表。安藤に代わって未来推進会議のメンバーになった。

織辺 智（）
演 - 浜田学
財務省代表。メンバーの中で唯一、関西弁を常に話している。

北川 亜希（）
演 - 河井青葉
法務省代表。

財津 文明（）
演 - 六角慎司
文部科学省代表。

大友 麟太郎（）
演 - 山岸門人
総務省代表。

仙谷 治郎（）
演 - 竹井亮介
防衛省代表。

白瀬 綾（）
演 - 高野ゆらこ
農林水産省代表。

### 東山内閣
東山 栄一（）〈55〉
演 - 仲村トオル
誠実で高支持率を得る若き内閣総理大臣。国民に寄り添ったガラス張りの政治をモットーに掲げ、日本未来推進会議を設立した。脱炭素を目的とするエネルギー抽出システム「COMS（コムス）」の提案者。日本沈没説が濃厚になってからは、親交があるアメリカに対して日本人移民受け入れの交渉をする。後に滞在していたホテルで爆破テロに巻き込まれてしまうも寸前で世良に庇われたことで一命を取り留め現場に復帰した。
長沼 周也（）〈52〉
演 - 杉本哲太
内閣官房長官。日本未来推進会議にも官邸サイドを代表して度々出席している。
長年にわたり東山総理のサポート役として彼に尽くしてきたが、当の東山総理は自身の意見よりも天海や常盤の意見を優先的に考えていることに腹を立て、日本沈没説が確定的になりつつある中で田所博士の助手を脅しジェンキンス教授に古い観測データを渡させ日本沈没説を否定させるという不正をはたらき、東京地検に身柄を連行される。

里城 弦（）〈70〉
演 - 石橋蓮司
副総理兼財務大臣。東山総理とは対照的な人物で、本人とは政策をめぐり度々対立している。当初は関東沈没・日本沈没説を信じていなかった。田所やジェンキンスの予測により、日本沈没説が濃厚になってからは、太いパイプがある中国に対して、日本人の移民受け入れ交渉に尽力する。
東山総理が負傷した際には総理臨時代理の役目を務め、その過程で総理としての仕事の苦労を知ったため東山総理の手腕を認め和解した。
小泉 史郎（）
演 - 長江英和（第8話 - ）
長沼の後任の内閣官房長官。

中山 貴世（）
演 - 村岡希美（第9話）
厚生労働大臣。

### 学者
世良 徹（）〈60〉
演 - 國村隼
東京大学の教授。田所と対立していたが、田所がDプランズがらみで逮捕された際、スロースリップの検証を引き継ぐことに。検証の結果、日本全土沈没という見解を示す。その後、無実が証明され釈放された田所と共に、スロースリップの検証を続ける。東山総理と共に爆破テロに巻き込まれ、搬送先の病院で家族と天海に看取られながら息絶えた。

白川（）
演 - 矢崎まなぶ
田所の助手。

黒田 太郎（）
演 - 中津川朋広
田所の助手。長沼元官房長官に脅され、ジェンキンス教授に偽のスロースリップのデータを送っていた。

### 民間
野田 満（）
演 - 瀧川鯉斗
天海と離婚した香織の新たなパートナー。香織とは翻訳の仕事で知り合い、仕事と子育てに追われる香織を献身的に支える。
香織や茜とともにオーストラリアへの移住を控えていたが、渡豪前にルビー感染症の変異株に感染し程なくして死亡した。

椎名 和子（）〈59〉
演 - 宮崎美子
椎名実梨の母。

鍋島 哲夫（）〈56〉
演 - 伊集院光
椎名実梨が勤務する「サンデー毎朝」の編集長。

常盤 統一郎（）〈73〉
演 - 小野武彦
「常盤ホールディングス」会長。常盤紘一の父。

生島 誠（）〈65〉
演 - 風間杜夫
世界的な自動車メーカー「生島自動車」の会長であり、経団連会長。日本未来推進会議の提案者。
東山総理の負傷・入院のため里城副総理が総理臨時代理を担当するにあたり、里城副総理の要望で移民担当大臣に就任する。移民政策が終盤に差し掛かったタイミングで大臣の職を退き、生島自動車の移転先であるアメリカへと旅立った。

山田 愛（）〈21〉
演 - 与田祐希（乃木坂46）
北海道出身の天真爛漫な今時女子。天海や常盤の馴染みの居酒屋のバイト娘。独身の常盤を『推し』として気に入っていたが、ドラマ中に彼氏が出来たとツーショット写真で報告がされる。
居酒屋では持ち前の明るさとコミュニケーション能力で、看板娘になっている。
明るく陽気な性格だが、実は小学生の時に両親を事故で失っている。6歳年上の兄がその後は親代わり。
絵描きになるのが夢で、都内の美術専門学校に通うための学費を自力で払っている芯の強い女の子。

居酒屋の店長
演 - 鈴木もぐら（空気階段）
居酒屋の店長。

居酒屋の客
演 - バッファロー吾郎A
居酒屋の常連客。日本が沈没するという事実に絶望し、泥酔して居酒屋で暴れていたところを常盤たちに制止される。

### 天海の家族
天海 佳恵（）〈68〉
演 - 風吹ジュン
天海啓示の母。天海の故郷である漁師町で漁業の女性リーダーとして活躍している。
日本沈没の事実を受け、当初は町の人たちと最期まで残ると決めていたが、天海の説得と『町単位での移民申請』の導入により考えを改め、町の人たちとともにインドネシアに移住した。

藤森 香織 / 天海 香織（）〈37〉
演 - 比嘉愛未
天海啓示の妻だったが、離婚し旧姓である『藤森（ふじもり）』姓となる。
新たなパートナーの野田との死別後、娘の茜とともにオーストラリアに移住する。

藤森 茜 / 天海 茜（）
演 - 宝辺花帆美
天海啓示と藤森香織/天海香織の娘。翻訳の仕事をしている香織の影響で、英語を勉強している。
ルビー感染症に罹るが、一命を取り留める。

天海 衛（）〈享年50〉
演 - 吉田鋼太郎（特別出演）
啓示の父。漁師をしていた。現在は故人。

### その他
藤岡 勲（）〈59〉
演 - 小林隆
環境省の官僚。天海の上司であったが、天海の不正疑惑の捏造に加担し、地位を追われる立場となった。
環境省環境生活局局長。

潜水艇の乗組員
演 - 松田丈志
ホクトを母艦とする潜水艇、わだつみ6500の漕艇者。

### ゲスト
アナウンサー・ニュースキャスター・中継リポーター役は全員TBSアナウンサー（斎藤・高野・堀井は当時）。

#### 第1話
情報番組のコメンテーター
演 - 小杉竜一（ブラックマヨネーズ）（第4話）、長田庄平（チョコレートプラネット）
アナウンサー
演 - 斎藤哲也（第5話）、蓮見孝之（第8話）、田村真子（第2話）、上村彩子（第4話）

#### 第2話
蒔田 奇跡
演 - 板垣瑞生（写真）

#### 第3話
ピーター・ジェンキンス
演 - モーリー・ロバートソン（第7話）
ニュースキャスター
演 - 井上貴博

#### 第4話
中継リポーター
演 - 小林廣輝
アナウンサー
演 - 高野貴裕、篠原梨菜、皆川玲奈（第7・9話）

#### 第5話
アナウンサー
演 - 堀井美香

#### 第6話
サイモン・トラビス
演 - スチュアート・オー
アナウンサー
演 - 杉山真也、喜入友浩

#### 第7話
ロバート・クロフォード アメリカ駐日大使
演 - パックン
周家平 中国駐日大使
演 - カクヒン
キング米国大統領
演 - チャールズ・グラバー
王陽航 中国外務省報道官
演 - ジョンハオ
生島自動車 秘書
演 - 近藤くみこ（ニッチェ）
GNNキャスター
演 - ナタリー・エモンズ（第8話・9話）
北星化学工業社長
演 - 矢嶋俊作
トニカ社長
演 - 大槻修治
アナウンサー
演 - 宇内梨沙

#### 第8話
記者
演 - 遠山俊也
ワイドショーMC
演 - 有馬隼人
楊錦黎 元中国国家主席
演 - 金暁明
楊錦黎・元中国国家主席の女性通訳秘書
演 - 馬淵優佳
高石 一矢
演 - 永岡卓也（第9話）
ニュースキャスター
演 - 山本恵里伽

#### 地上波版第9話
アナウンサー
演 - 赤荻歩

## スタッフ
- 原作 - 小松左京『日本沈没』
- 脚本 - 橋本裕志
- 地震学監修 - 山岡耕春、篠原雅尚
- 地図監修 - 千葉達郎、芝原暁彦、大道寺覚
- 記者監修 - 龍崎孝
- ナレーション - ホラン千秋（本編）[30]、山本恵里伽（ダイジェスト版）
- 音楽 - 菅野祐悟
- 主題歌 - 菅田将暉「ラストシーン」[31]
（ソニー・ミュージックレーベルズ）
- プロデュース - 東仲恵吾
- 演出 - 平野俊一、土井裕泰、宮崎陽平
- 製作著作 - TBS

## 放送日程
| 編                                                                           | 各話     | 放送日   | サブタイトル           | ラテ欄 | 演出              | 視聴率 |
| ---------------------------------------------------------------------------- | -------- | -------- | ---------------------- | --- | ----------------- | ------ |
| 関東沈没編                                                                   | Episode1 | 10月10日 | 異端学者の世紀の大予言 | 日本最大の危機!? 異端学者の大予言は嘘か真実か!? 日本を救うリーダー誕生                                                                 | 平野俊一          | 15.8%  |
| 関東沈没編                                                                   | Episode2 | 10月17日 | 作られた嘘             | 消された関東沈没説 逆転の一手で希望の光 常識を壊せ!!                                                                                   | 平野俊一          | 15.7%  |
| 関東沈没編                                                                   | Episode3 | 10月24日 | 葬られた不都合な真実   | 守るのは命か経済か 究極の決断!! | 土井裕泰          | 15.7%  |
| 関東沈没編                                                                   | Episode4 | 11月07日 | 関東沈没のはじまり     | 関東沈没のはじまり 盟友との決別 | 土井裕泰          | 15.5%  |
| 関東沈没編                                                                   | Episode5 | 11月14日 | 国土喪失と復活のとき   | 涙の告白… 救い出せ 命をかけた救出計画!! 希望を消すな                                                                                   | 平野俊一          | 16.9%  |
| 日本沈没編                                                                   | Episode6 | 11月21日 | 抗えない日本沈没       | 第二章!! 日本を守れ 国民移民計画 | 土井裕泰          | 15.8%  |
| 日本沈没編                                                                   | Episode7 | 11月28日 | 売国の正体             | 黒幕を暴け! 世界と命の駆け引き | 宮崎陽平          | 15.4%  |
| 日本沈没編                                                                   | Episode8 | 12月05日 | 日本人大移民計画       | 世界が移民拒否!? 今こじ開けろ!! | 平野俊一          | 13.5%  |
| 日本沈没編                                                                   | Episode9 | 12月12日 | さよなら日本           | さよなら、日本… 絶体絶命の危機発生! 移民受け入れの全停止迫るタイムリミット! それでも絶対に未来を諦めない! 命をかけて最後の一人まで救え | 平野俊一 土井裕泰 | 16.6%  |
| 平均視聴率 15.8%（視聴率はビデオリサーチ調べ、関東地区・世帯・リアルタイム） |          |          |                        | |                   |        |

- 初回は21時 - 22時19分の25分拡大放送。
- 第2・5話は21時 - 22時09分の15分拡大放送。
- 地上波版第9話（最終回）は21時 - 23時03分の69分拡大放送。
- 地上波では全10話分の内容を9週で放送[36]。Netflixでは地上波版第9話を2分割し配信。（Episode9『閉ざされた世界への扉』、Episode10『さよなら日本』）
- 10月31日は第49回衆議院議員総選挙開票特別番組『選挙の日2021 太田光と問う!私たちのミライ』放送のため休止[37][38]。

## 配信
| 配信元   | 配信内容                                            | 配信期間 | 備考                                                                               |
| -------- | --------------------------------------------------- | -------- | ---------------------------------------------------------------------------------- |
| TVer     | 最新話のみ                                          | 7日間    | 広告付き無料配信                                                                   |
| TBS FREE | 最新話のみ                                          | 7日間    | 広告付き無料配信                                                                   |
| GYAO!    | 最新話のみ                                          | 7日間    | 広告付き無料配信                                                                   |
| Netflix  | ディレクターズカット版                              | 無期限   | 有料配信。字幕翻訳による全世界配信。放送版と異なる実質的なディレクターズカット版。 |
| Paravi   | 過去放送分のダイジェスト映像 ディレクターズカット版 | 無期限   | 有料配信。ディレクターズカット版は2022年6月13日より配信。                          |

## スピンオフドラマ
『最愛のひと〜The other side of 日本沈没〜』（さいあいのひと ジ アザー サイド オブ にほんちんぼつ）のタイトルで、動画配信サービスParaviにて10月10日から配信されている。本編のメインキャラクターである山田愛を主人公に据え、国家の危機の中で紡がれるラブストーリーを描く。

### キャスト（スピンオフ）
- 山田愛 - 与田祐希（乃木坂46）
- 蒔田奇跡 - 板垣瑞生[40]
- 山田誠（愛の兄） - 福山翔大[41]
- 結城純太（愛の幼馴染） - 福山康平[41]
- 森永あさひ - 古川凛[42]

### ゲスト（スピンオフ）
- 奇跡の父親 - 渡辺裕之
- 東条凛香（音楽プロデューサー） - ファイルーズあい[43]
- 看護師 - 曽田陵介[43]
- ニュースキャスター - 神田愛花
- 天海啓示 - 小栗旬（特別出演）
- 常盤紘一 - 松山ケンイチ（特別出演）
- 椎名実梨 - 杏（特別出演）

### スタッフ（スピンオフ）
- 脚本 - 蛭田直美
- プロデュース - 東仲恵吾、武田梓
- 音楽 - 菅野祐悟
- イメージソング - スカート「背を撃つ風」[44]
（ポニーキャニオン / IRORI Records）
- 演出 - 宮崎陽平
- 製作著作 - TBS

### 配信日程
| 各話 | 配信日   | サブタイトル                                           | 演出           |
| ---- | -------- | ------------------------------------------------------ | -------------- |
| #1   | 10月10日 | 出会いは突然に…                                        | 宮崎陽平       |
| #2   | 10月17日 | 世界にひとつだけの優しい言葉                           | トミー・チャン |
| #3   | 10月24日 | 悲しみは運命のように…                                  | トミー・チャン |
|      | 10月31日 | 特別編！最愛のひと〜日本沈没の前に最高の1日SP〜        | 真木大輔       |
| #4   | 11月07日 | 奇跡がいるだけで                                       | 伊藤祥宏       |
| #5   | 11月14日 | 世界中の誰より会いたい                                 | 宮崎陽平       |
|      | 11月21日 | 特別編！最愛のひと〜日本沈没の前に最高のおもてなしSP〜 | 真木大輔       |
| #6   | 11月21日 | My Sweet Land                                          | 元井桃         |
|      | 11月28日 | 特別編！最愛のひと～日本沈没の前に最高のおでかけSP～   | 真木大輔       |
| #7   | 12月12日 | 君に会えてよかった                                     | トミー・チャン |
| #8   | 12月12日 | 幸せな結末                                             | 宮崎陽平       |

## 関連書籍
- 日曜劇場『日本沈没—希望のひとー』ノベライズ本 上　扶桑社文庫　発売日／2021年11月18日
- 日曜劇場『日本沈没—希望のひとー』ノベライズ本 下　扶桑社文庫　発売日／2021年12月22日

## 映像ソフト
- 日本沈没ー希望のひとー　Blu-ray BOX、DVD BOX、発売日：2022年4月6日